# 安德鲁·怀特 (传教士)

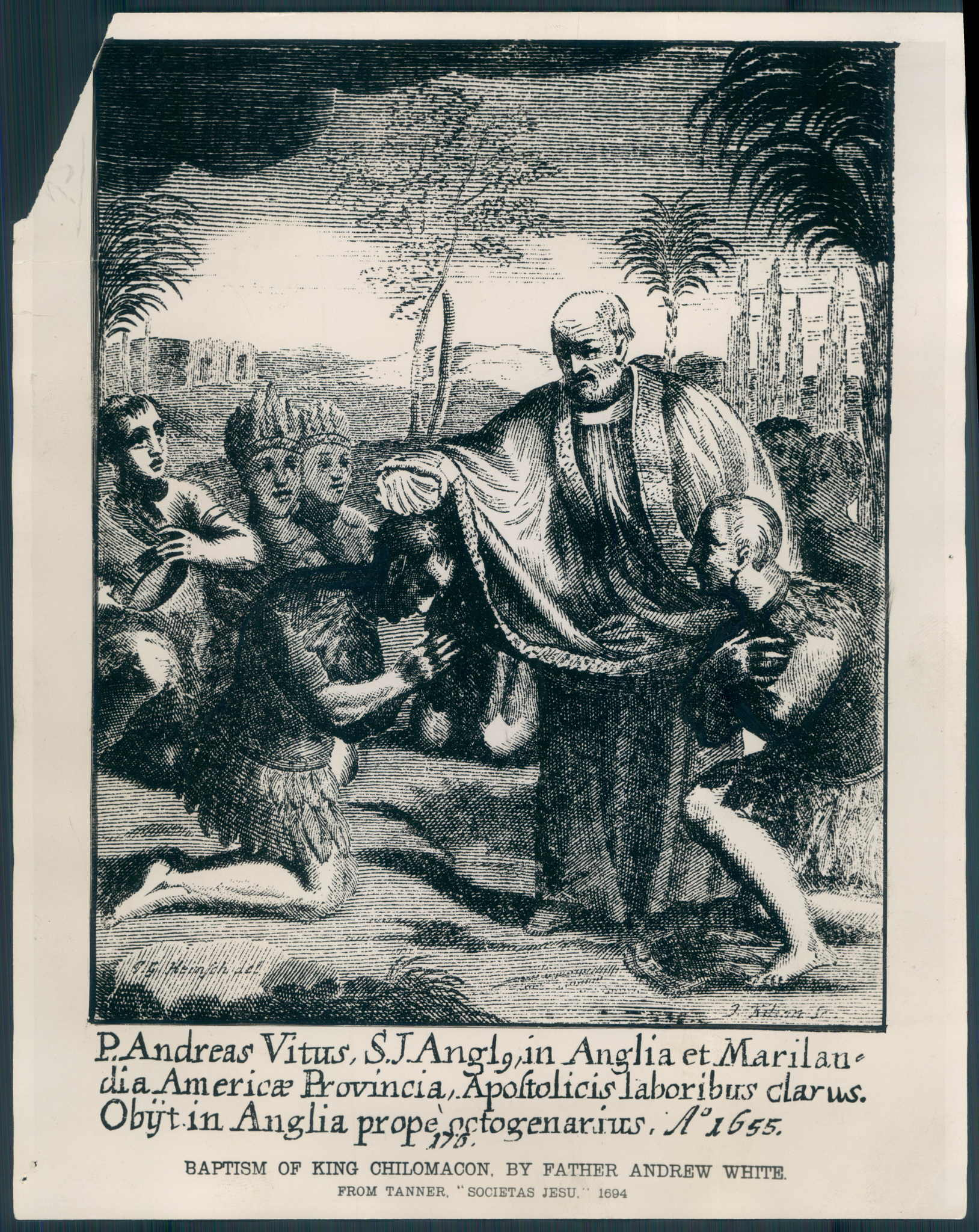
安德鲁·怀特在为印第安人酋长施洗

安德鲁·怀特（英語： 1579年—1656年12月27日）是一位参与了建立马里兰殖民地的英国耶稣会士。他记录了殖民地的早期历史，其中还记述了美洲原住民及耶稣会在美洲的传教活动。由于他的传教和教育活动，他被称为“马里兰的使徒”。怀特被认为是美国喬治城大學的创始人之一。